# Hemidactylus shihraensis
Hemidactylus shihraensis es una especie de gecos de la familia Gekkonidae.

## Distribución geográfica yhábitat
Es endémica de la llanura costera del sur del Yemen.